# Chapelknowe

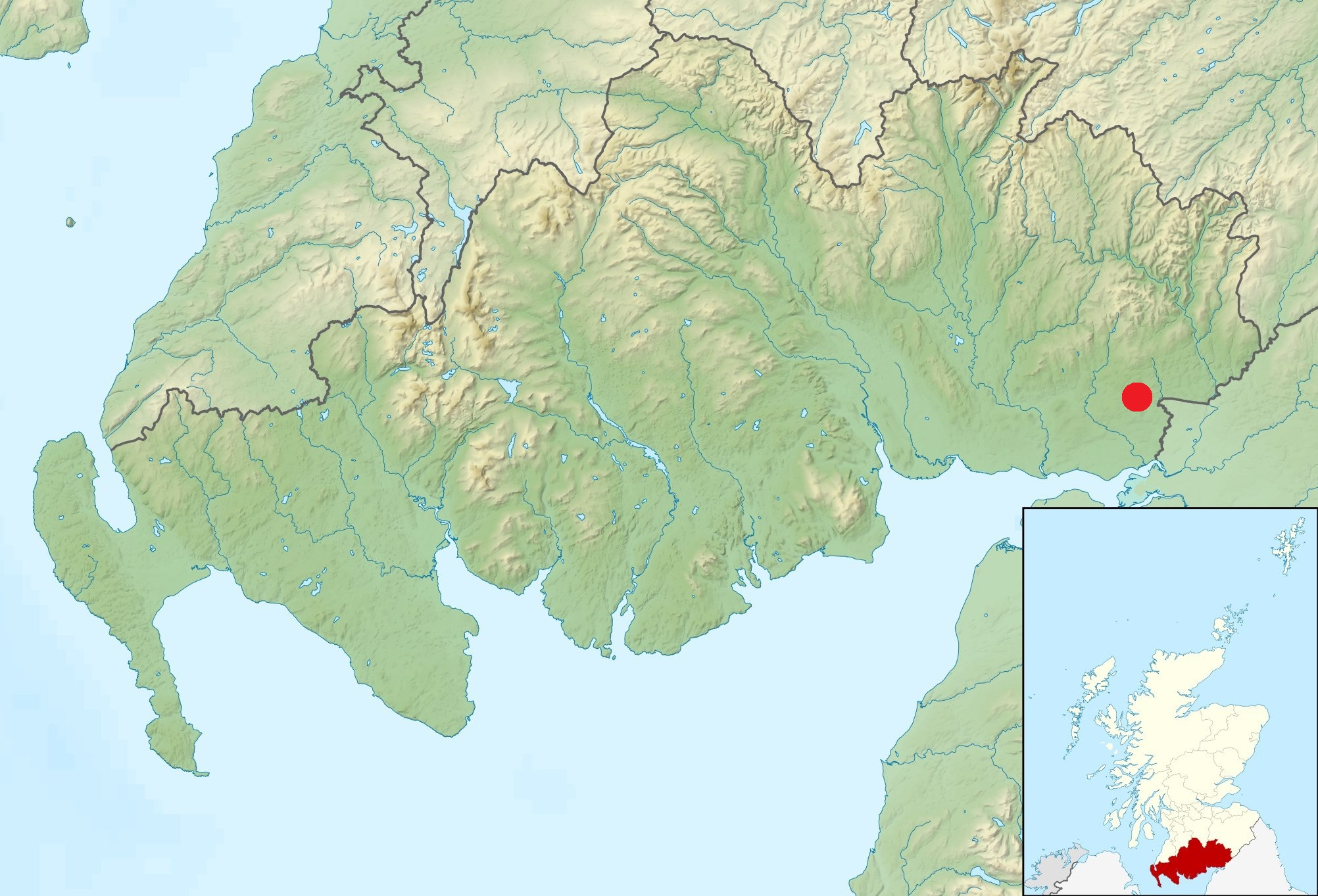
Chapelknowe dins Dumfries i Galloway

Chapelknowe és un petit poble muntanyenc entre Eaglesfield i Canonbie al sud d'Escòcia, al costat del riu Logan, a la pàrroquia de Half Morton.